# Шуруппак

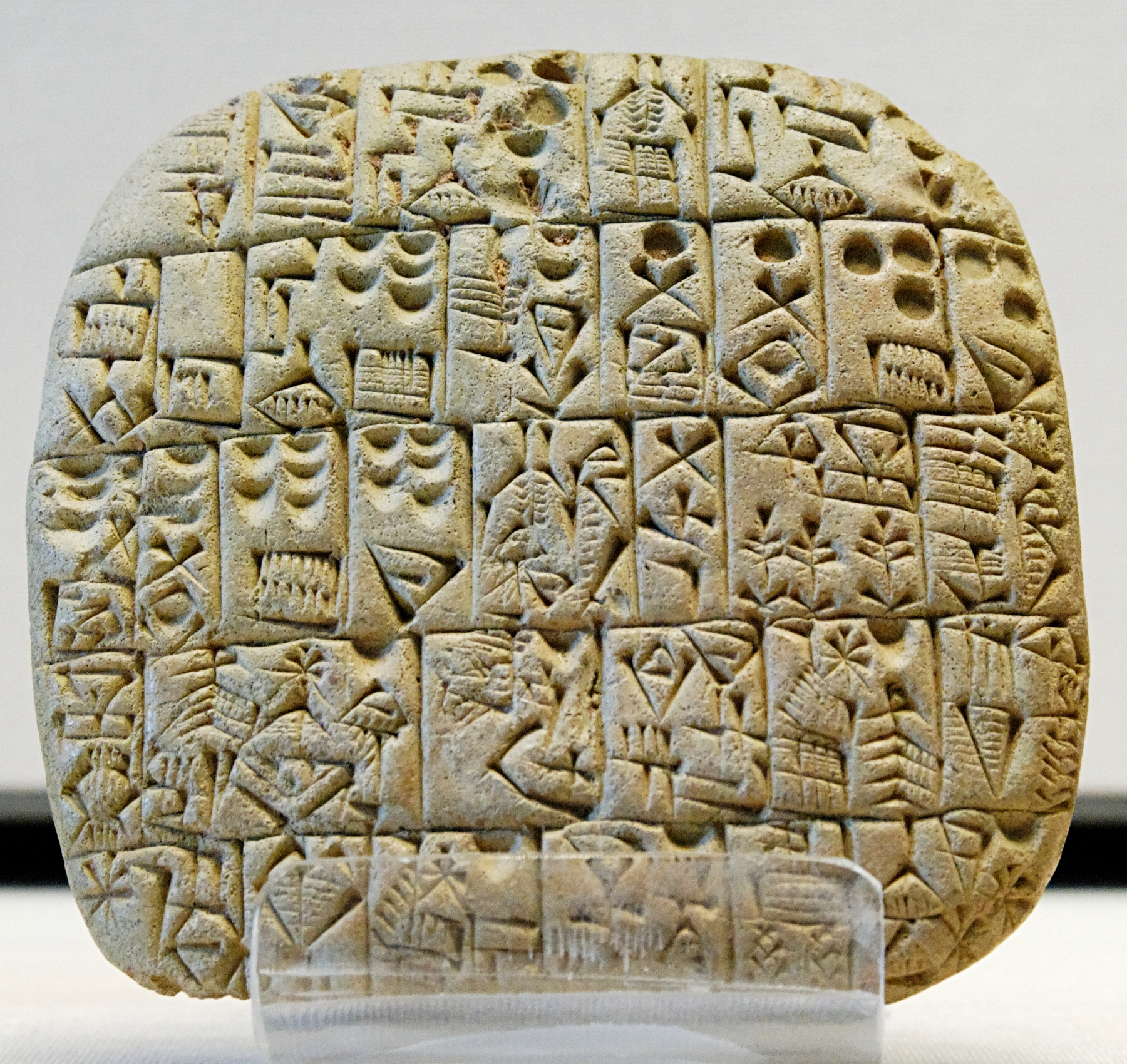
Глиняна табличка з Шуруппака, бл. 2600 до н. е.

Шуруппак («зцілююче місце») — стародавнє шумерське місто. Було розташоване на південь від Ніппуру, на березі Євфрату. Нині — городище Телль Фара, Ірак, мухафаз Аль-Кадісія.
Покровитель міста — Нінліль, богиня зерна та повітря.
За шумерською легендою, Шуруппак — батьківщина мудреця Зіусудра (Вавилон). Утнапіштим), що пережив потоп на кораблі, побудованому ним за порадою бога.
Шуруппак не мав великого політичного значення, але був важливий в господарському плані як центр зберігання та розподілу зерна. Тут було більше зерносховищ, ніж в будь-якому іншому шумерському місті.

## Дослідження
Перші розкопки проводилися в 1902 «Німецьким Східним товариством» (нім. Deutsche Orient-Gesellschaft, «Німецьке товариство сходознавців»). У 1931 група археологів з університету Пенсільванії під керівництвом Еріха Шмідта проводила розкопки ще півтора місяця.
Були виявлені поховання, залишки жител, архів господарських та юридичних документів та навчальних посібників приблизно XXVI ст. до н. е., пам'ятки скульптури. Найнижчий культурний шар датується періодом Джемдет-Наср, кінець 4-го тисячоліття. до н. е. До кінця 3-го тис. до н. е. місто втратило значення і незабаром було покинуте. Знахідки з найпізнішого датування — одна циліндрична печатка і кілька глиняних табличок, які можуть належати до початку 2-го тисячоліття до н. е.
Близько 3200-3000 до н. е. в Шуруппаці та в деяких інших шумерських містах (Ур, Урук та Кіш) сталася велика повінь. На глибині 4-5 метрів експедиція Шмідта виявила шар річкових відкладень з глини та мулу. Поліхромна кераміка із шару нижче відкладень датується періодом Джемдет-Наср, який безпосередньо передував першому раннє династичному періоду. Спогад про «потоп» збереглося в шумерської та аккадської міфології:

Утнапішті йому мовить, Гільгамешу:
"Я відкрию, Гільгамеш, таємне слово
І таємницю богів тобі розповім я.
Шуруппак, місто, яке ти знаєш,
Що лежить на берегах Євфрату, — : Це місто деревнє, близькі до нього боги.
Богів великих потоп влаштувати схилило їх серце. "
( Епос про Гільгамеша.)